# Jan van der Croon

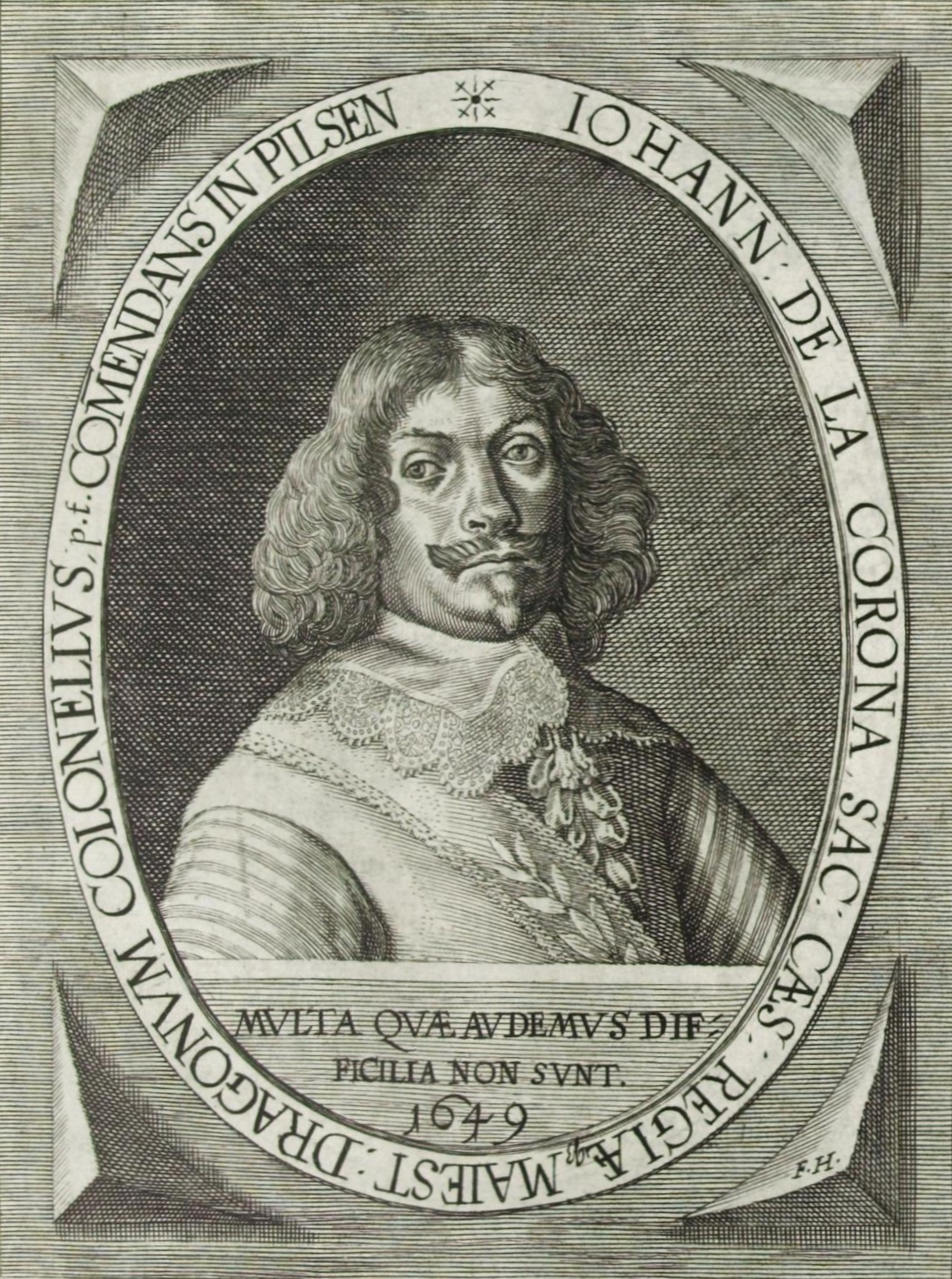
Jan van der Croon

Jan van der Croon (Weert, omstreeks 1600 - Praag, 6 november 1665) was een Zuid-Nederlands militair, die actief was tijdens de Dertigjarige Oorlog. In het verleden werd deze persoon wel verward met Jan van Werth, eveneens een militair, en soms ook met deze persoon vereenzelvigd. Later onderzoek wees uit dat het om twee verschillende personen gaat.
Jan van der Croon werd geboren als telg van de familie Cool, of Coolen, eigenaars van herberg De Croon, gelegen aan de Molenstraat te Weert.

## Loopbaan
Jan van der Croon trad in 1624 in Spaanse dienst bij Ambrogio Spinola, om vervolgens met de troepen van Albrecht von Wallenstein naar Hongarije te trekken, waar hij in dienst van de Keizer en de Katholieke Liga tegen de protestanten vocht. Hij was in 1630 betrokken bij de verovering van Mantua. In 1634 werd Von Wallenstein vermoord. Daarop diende Jan van der Croon nog onder Johann von Aldringen, Ottavio Piccolomini en Matthias Gallas, welke allen in de Dertigjarige Oorlog hebben gevochten.
In 1640 werd hij bevorderd tot kolonel, en voerde het bevel over een regiment dragonders. Hij was één der weinigen in deze rangen, die niet van adellijke afkomst was. In 1644 raakte hij gewond, en trok zich terug uit actieve dienst. Daarna wijdde hij zich aan de verbetering van de Boheemse vestingwerken. Aldus werd hij militair commandant van Pilsen (1645), Cheb (1650), en uiteindelijk Praag (1652). In 1650 werd hij in de adelstand verheven. In 1665, niet lang voor zijn dood, werd hij bevorderd tot maarschalk-generaal. Jan van der Croon werd begraven in de Sint-Thomaskerk (Tomasska) te Praag.
Hij bezat een eigen heerlijkheid in Sahorschan, het huidige Zahořany,  waar hij de Drievuldigheidskerk stichtte, welke in 1657 werd ingewijd.

## Naam en genealogie
Afkomstig van de familie Coolen, werd Jan aan geduid als La Corona of, naar de heersende mode, de la Corona. In 1643 stond hij in de Weerter doopregisters te boek als Jan in de Crooine. Na zijn adelsverheffing werd het: Johann Freiherr von der Cron. Vanaf de 19e eeuw werd dit vertaald met: Jan van der Croon, een naam die sindsdien in gebruik is gebleven.
Jan van der Croon is tweemaal getrouwd geweest, maar zijn huwelijken bleven kinderloos. Erfgename werd uiteindelijk barones Francisca Blandina von der Cron, het enige kind van zijn broer Frans.

## Erfgoed
Het doopvonthek in de Sint-Martinuskerk van Weert werd in 1662 geschonken door Jan van der Croon. Dit fraaie houten barokken kerkmeubel bevat ook zijn wapenschild. In 1702, dus na zijn dood, werd een schilderij van Jan van der Croon vervaardigd. Dit bevond zich in het klooster van de penitenten-recollectinen te Weert en is tegenwoordig in particulier bezit.

## Externe bron
- Jan van der Croon